# Piotr Lutomirski
Piotr Lutomirski (Lutomierski) herbu Jastrzębiec (zm. w 1531/1532 roku) – podkomorzy sieradzki w latach 1506–1531, pokojowiec królewski.
Podpisał dyplom elekcji Zygmunta I Starego na króla Polski i wielkiego księcia litewskiego na sejmie w Piotrkowie 8 grudnia 1506 roku.